# Trois Souvenirs de ma jeunesse
Pour plus de détails, voir Fiche technique et Distribution.
Trois Souvenirs de ma jeunesse (initialement intitulé Nos arcadies) est une comédie dramatique française coécrite et réalisée par Arnaud Desplechin, sortie en 2015. Il constitue une préquelle au film Comment je me suis disputé... (ma vie sexuelle) sorti près de vingt ans auparavant.

## Synopsis
Un anthropologue d'une quarantaine d’années, Paul Dédalus, qui revient en France après plusieurs années d'absence, se remémore des scènes de sa jeunesse : des souvenirs de famille de son enfance, à Roubaix, un souvenir d’adolescence lors d'un voyage en URSS, au cours duquel il donne son passeport à un jeune juif qui rêve de fuir l'empire soviétique, et son histoire d’amour, encore jeune homme, avec une lycéenne de Roubaix, Esther.

## Fiche technique
Sauf indication contraire, les informations mentionnées dans cette section peuvent être confirmées par les bases de données cinématographiques IMDb et Allociné,  présentes dans la section « Liens externes ».
- Titre original : Trois Souvenirs de ma jeunesse
- Titre anglais international : My Golden Years
- Réalisation : Arnaud Desplechin
- Scénario : Arnaud Desplechin et Julie Peyr
- Musique : Grégoire Hetzel
- Décors : Toma Baquéni
- Costumes : Nathalie Raoul
- Photographie : Irina Lubtchansky
- Son : Nicolas Cantin, Sylvain Malbrant, Stéphane Thiébaut
- Montage : Laurence Briaud
- Production : Pascal Caucheteux
- Sociétés de production : Why Not Productions ; France 2 Cinéma (coproduction) ; Cinémage 9 (association)
- Sociétés de distribution : Le Pacte ; Lumière (Belgique), FunFilm (Québec), Xenix Filmdistribution (Suisse romande)
- Pays de production :  France
- Langues originales : français, hébreu, russe
- Format : couleur – 2,35:1 – 115' (1h55)[réf. nécessaire]
- Genre : comédie dramatique
- Durée : 120 minutes
- Dates de sortie :
  - Belgique, France : 20 mai 2015
  - Suisse romande : 3 juin 2015
  - Québec : 16 octobre 2015

## Distribution
Sauf indication contraire, les informations mentionnées dans cette section peuvent être confirmées par les bases de données cinématographiques IMDb et Allociné,  présentes dans la section « Liens externes ».
- Quentin Dolmaire : Paul Dédalus adolescent
- Lou Roy-Lecollinet : Esther adolescente
- Mathieu Amalric : Paul adulte
- Olivier Rabourdin : Abel Dédalus, le père
- Pierre Andrau : Kovalki
- Lily Taïeb : Delphine Dédalus
- Raphaël Cohen : Ivan Dédalus
- Clémence Le Gall : Pénélope
- Théo Fernandez : Bob
- Yassine Douighi : Medhi
- Dinara Droukarova : Irina
- Cécile Garcia-Fogel : Jeanne Dédalus, la mère
- Anne Benoît : Louise, la mère de Bob
- Françoise Lebrun : Rose
- Elyot Milshtein : Marc Zylberberg
- Gilles Cohen : Elie
- Benjamin Siksou : Serge
- Irina Vavilova : Mme Sidorov
- Ève Doé-Bruce : Professeur Béhanzin
- Mélodie Richard : Gilberte
- Éric Ruf : Kovalki adulte
- Pierre-Benoist Varoclier : Yorick
- André Dussollier : Claverie
- Karine Deshayes : la chanteuse
- Judith Davis : Victorine compagne de Kovalki adulte
- Patrick d'Assumçao : le prêtre
- Antoine Bui : Paul Dédalus enfant
- Ivy Dodds : Delphine Dédalus enfant
- Timon Michel : Ivan Dédalus enfant

## Production
|                                                                              |  |  |
| Quentin Dolmaire et Lou Roy-Lecollinet, les deux jeunes révélations du film. |  |  |

Lors du casting, l'annonce recherchant une actrice pour le personnage d'Esther la décrit comme « arrogante, voluptueuse. Elle a son franc-parler et une belle assurance. »
Le tournage est commencé durant l'été 2014 principalement à Roubaix et dans la région de Lille ainsi qu'à Paris, et se poursuit jusqu'au début du mois de novembre avec les dernières scènes tournées à Saint-Germain-en-Laye. Les parties se déroulant en Biélorussie et au Tadjikistan ont été tournées avec une équipe réduite dans les pays mêmes au mois de septembre 2014.
Longtemps intitulé Nos Arcadies et sous-titré Trois souvenirs de jeunesse, le film acquiert finalement son titre définitif d'exploitation en salles, Trois Souvenirs de ma jeunesse, au début de l'année 2015. Il est dès lors régulièrement annoncé comme un potentiel sélectionné pour le festival de Cannes,,. Finalement écarté de la sélection officielle, le film est sélectionné pour la Quinzaine des réalisateurs lors de laquelle il est présenté le 15 mai 2015. Le film fait sa sortie généralisée en France le 20 mai 2015.

## Accueil

### Sorties et festivals
La sortie nationale du film en France s'effectue le 20 mai 2015 en même temps que sa présentation officielle durant le Festival de Cannes. Durant les premiers mois de son exploitation le film totalise 216 227 entrées en France ce qui place le film dans l'étiage de la fréquentation des films du réalisateur. À la suite de la cérémonie des César 2016 le film ressort dans quelques salles et voit son exploitation sur les écrans prolongée de quelques semaines.

### Accueil critique
Lors de sa projection cannoise, le film est bien accueilli : le journal Libération remarque la justesse avec laquelle Arnaud Desplechin rend compte de l'adolescence, non pas d'une manière « documentariste » mais en inventant à ses personnages « un romanesque que l’on aurait adoré vivre » avec l'épisode de l'argent livré aux juifs en URSS et du don du passeport de Paul.

## Analyse
C'est la troisième fois que le personnage de Paul Dédalus apparait dans l'œuvre d'Arnaud Desplechin : c'est le personnage principal de Comment je me suis disputé… (ma vie sexuelle), film sorti en 1996, où il est déjà interprété par Mathieu Amalric, puis il apparait à nouveau dans Un conte de Noël, film de 2008. Le nom de famille Dédalus vient de l'œuvre de James Joyce,.

## Distinctions
Le film est nommé dans onze catégories – premier film en termes de nominations multiples – lors des César 2016 pour lequel Arnaud Desplechin reçoit son premier César du meilleur réalisateur. Il est par ailleurs inscrit au programme du concours interne de l'agrégation de lettres modernes et classiques pour la session 2017.

### Récompenses
| Année | Évènement                                | Prix                                       | Lauréat                         |
| ----- | ---------------------------------------- | ------------------------------------------ | ------------------------------- |
| 2015  | Festival de Cannes                       | Prix SACD de la Quinzaine des réalisateurs |                                 |
| 2015  | Festival du film de Cabourg              | Meilleur réalisateur                       | Arnaud Desplechin               |
| 2015  | Prix des auditeurs du Masque et la Plume | Meilleur film français de l'année          |                                 |
| 2016  | Prix Jacques-Prévert du scénario         | Meilleur scénario original                 | Arnaud Desplechin et Julie Peyr |
| 2016  | Prix Lumières                            | Meilleur réalisateur                       | Arnaud Desplechin               |
| 2016  | Prix Lumières                            | Meilleure musique                          | Grégoire Hetzel                 |
| 2016  | César du cinéma                          | Meilleur réalisateur                       | Arnaud Desplechin               |

### Nominations
| Année | Évènement       | Prix                     | Nommé(e)(s)                                         |
| ----- | --------------- | ------------------------ | --------------------------------------------------- |
| 2016  | César du cinéma | Meilleur film            |                                                     |
| 2016  | César du cinéma | Meilleur espoir masculin | Quentin Dolmaire                                    |
| 2016  | César du cinéma | Meilleur espoir féminin  | Lou Roy-Lecollinet                                  |
| 2016  | César du cinéma | Meilleur scénario        | Arnaud Desplechin et Julie Peyr                     |
| 2016  | César du cinéma | Meilleure photographie   | Irina Lubtchansky                                   |
| 2016  | César du cinéma | Meilleur montage         | Laurence Briaud                                     |
| 2016  | César du cinéma | Meilleur son             | Nicolas Cantin, Sylvain Malbrant, Stéphane Thiébaut |
| 2016  | César du cinéma | Meilleur décor           | Toma Baquéni                                        |
| 2016  | César du cinéma | Meilleurs costumes       | Nathalie Raoul                                      |
| 2016  | César du cinéma | Meilleure musique        | Grégoire Hetzel                                     |
| 2016  | Prix Lumières   | Meilleur film            |                                                     |
| 2016  | Prix Lumières   | Meilleur espoir masculin | Quentin Dolmaire                                    |
| 2016  | Prix Lumières   | Meilleur espoir féminin  | Lou Roy-Lecollinet                                  |
| 2016  | Prix Lumières   | Meilleur scénario        | Arnaud Desplechin et Julie Peyr                     |
| 2016  | Prix Lumières   | Meilleure photographie   | Irina Lubtchansky                                   |

### Documentation
- Dossier de presse Trois Souvenirs de ma jeunesse